# Ружан
Ружан (пол. Różan)  —  город  в Польше, входит в Мазовецкое воеводство,  Макувский повят.  Имеет статус городско-сельской гмины. Занимает площадь 6,67 км². Население — 2697 человек (на 2004 год).

## История
В ходе Великой Отечественной войны в сентябре 1944 года южнее Ружан советскими войсками был создан Ружанский плацдарм.